# SN 2001gs
SN 2001gs – supernowa nieznanego typu odkryta 18 kwietnia 2001 roku w galaktyce A100052+0607. W momencie odkrycia miała maksymalną jasność 23,90m.